# Delphacodes vegetata
Delphacodes vegetata är en insektsart som först beskrevs av Melichar 1912.  Delphacodes vegetata ingår i släktet Delphacodes och familjen sporrstritar. Inga underarter finns listade i Catalogue of Life.